# エクセター (戦列艦・3代)
エクセター(HMS Exeter)はイギリス海軍のエクセター級64門3等戦列艦。ウィリアム・ベイトリーが設計し、1763年7月26日にチャタムで進水した。

## 参加海戦
- サドラスの海戦
- プロヴィディーンの海戦
- ネガパタムの海戦
- トリンコマリーの海戦
- カッダロールの海戦